# Emlyn Williams
Emlyn Williams (26 de noviembre de 1905 - 25 de septiembre de 1987) fue un actor y dramaturgo británico.
Nació en una familia de la clase trabajadora, hablantes de galés, en Mostyn (Flintshire). A los 11 años ganó una beca para estudiar en el Holywell Grammar School.

## Carrera
En 1927 se unió a una compañía de repertorios y comenzó su carrera actoral de teatro. En 1930 comenzó a hacerse conocido por sus escritos, en obras como A murder has been arranged y The Late Christopher Bean.
Se convirtió en estrella con su thriller Night must fall (1935), en la también hizo el papel protagónico como un asesino psicópata.
Su otra gran obra de teatro fue muy diferente: The corn is green (literalmente ‘el maíz está verde’, 1938 y traducida en España como Adiós, señorita Ruth), basada parcialmente en su propia infancia en Gales.
Esta obra fue convertida en película, protagonizada por Bette Davis, y más tarde en película para televisión, protagonizada por Katharine Hepburn, bajo la dirección de George Cukor (muy amigo de Williams).
La única película que dirigió, The Last Days of Dolwyn (1949), que también escribió y protagonizó, marcó el debut en el cine de su paisano galés, Richard Burton.
La autobiografía de Williams, en los libros George (1961) y Emlyn (1973), tuvieron mucho éxito. En ambos libros, escribió francamente acerca de sus experiencias homosexuales; en realidad fue reconocido como bisexual antes que otras celebridades literarias gay bien conocidas, como su amigo íntimo Christopher Isherwood.
Williams se casó en 1935 con la actriz Molly Shan, quien murió en 1970. Tuvieron dos hijos: Alan (escritor) y Brook (actor). Brook Williams se convirtió en amigo cercano de Richard Burton, y trabajó como asistente personal de Burton y apareció en varias películas de Burton, a veces incluso doblando la voz de Burton.
Pero tanto durante su matrimonio como después de la muerte de su esposa, Williams fue activamente homosexual a lo largo de toda su vida adulta. Entre 1981 y 1986 mantuvo una relación sentimental con el periodista teatral estadounidense Albert N. Williams (sin parentesco con él). Se conocieron en el teatro Northlight Theatre (en Chicago), donde Emlyn Williams hacía su unipersonal basado en obras de Charles Dickens. Al año siguiente Albert Williams trabajó como asistente personal Emlyn Williams personal durante una gira por Inglaterra, Gales e Irlanda con los unipersonales de Charles Dickens y Dylan Thomas.
En 1962, Emlyn Williams fue nombrado Comendador de la Orden del Imperio Británico (CBE).
Emlyn Williams falleció el 25 de septiembre de 1987 en su apartamento en Londres (Flat 3, 123 Dovehouse Street, Chelsea) a la edad de 81 años, por complicaciones generadas por el cáncer.

### Obras de teatro[1]
- Full moon
- A murder has been arranged
- Spring 1600
- Night must fall
- He was born gay
- The corn is green
- The light of heart
- The morning star
- A month in the country (adaptada de un guion de Iván Turguénev)
- The druid’s rest
- The wind of heaven
- Trespass
- Accolade
- Someone waiting
- Beth, más tarde revisado bajo el nombre de Cuckoo.